# Les Chiens de Riga
Les Chiens de Riga (titre original : Hundarna i Riga) est un roman policier de Henning Mankell paru en 1992 en Suède, traduit en français en 2003 et mettant en scène l'inspecteur de police Kurt Wallander.

## Résumé
Deux hommes sont retrouvés morts sur un canot. La police d'Ystad mène l'enquête, et Kurt Wallander se retrouve mêlé à des histoires de mafias lettones.

## Éditions françaises
Édition imprimée originale
- Henning Mankell (trad. du suédois par Anna Gibson), Les Chiens de Riga [« Hundarna i Riga »], Paris, éd. du Seuil, coll. « Seuil policiers », 15 mars 2003, 267 p., 23 cm (ISBN 2-02-031297-2, BNF 38941981)

Édition au format de poche
- Henning Mankell (trad. du suédois par Anna Gibson), Les Chiens de Riga [« Hundarna i Riga »], Paris, éd. du Seuil, coll. « Points : policier », 9 mars 2004, 321 p., 18 cm (ISBN 2-02-063893-2)Référence apparemment absente dans le catalogue général de la Bibliothèque nationale de France.

Livre audio
- Henning Mankell (trad. du suédois par Anna Gibson), Les Chiens de Riga [« Hundarna i Riga »], Ville-d'Avray, éd. Sixtrid, 18 novembre 2009 (EAN 3358950002009, BNF 42116844)Texte intégral ; narrateur : Guy Moign ; support : 1 disque compact audio MP3 ; durée : 8 h 56 min environ ; référence éditeur : Sixtrid A04M.

## Adaptation télévisuelle
Le roman a fait l'objet, dans le cadre de la série télévisée Les Enquêtes de l'inspecteur Wallander (Wallander), avec Kenneth Branagh, d'une adaptation d'environ 90 minutes, également titrée Les Chiens de Riga (The Dogs of Riga), initialement diffusée, au Royaume-Uni, le 15 juillet 2012 (saison 3, épisode 2).